# Agomadaranus bistriospinosus
Agomadaranus bistriospinosus es una especie de coleóptero de la familia Attelabidae.

## Distribución geográfica
Habita en China, India, Laos, Birmania y  Tailandia.